# Bolitoglossa nicefori
Bolitoglossa nicefori là một loài kỳ giông thuộc chi lớn nhất và phân bố rộng rã nhất trên thế giới. Loài này thuộc họ Plethodontidae. Nó là loài đặc hữu của Colombia, và môi trường sống tự nhiên của chúng là các khu rừng vùng núi ẩm nhiệt đới hoặc cận nhiệt đới, các đồn điền, và các khu rừng trước đây bị suy thoái nặng nề.
Mối đe dọa lớn nhất của chúng là mất môi trường sống, tuy nhiên hiện nay chưa có nơi nào loài này có nguy cơ tuyệt chủng.